# 拙斎 (小惑星)
拙斎（せっさい、10006 Sessai）は小惑星帯に位置する小惑星。岡山県出身の香西洋樹と古川麒一郎が東京天文台木曽観測所で発見した。
江戸時代の備中国鴨方藩（現在の岡山県浅口市）出身の儒学者、文人の西山拙斎から命名された。